# Jan Wassiljewitsch Polujan

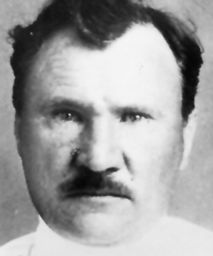
Jan Wassiljewitsch Polujan

Jan Wassiljewitsch Polujan (russisch Ян Васи́льевич Полуя́н; * 9. Oktoberjul. / 21. Oktober 1891greg. in Jelisawetinskaja, Oblast Kuban; † 8. Oktober 1937 in Moskau) war ein russischer Revolutionär und Teilnehmer am Kampf für die Sowjetmacht in Nordkaukasien.

## Leben
Jan Wassiljewitsch Polujan nahm an der Russischen Revolution 1905 teil. Er wurde 1912 Mitglied der Bolschewiki. Er spielte im Bürgerkrieg eine wichtige Rolle an der Südfront. Nach der Februarrevolution 1917 wurde er Vorsitzender des Exekutivkomitees des Jekaterinodarer (Krasnodarer) Sowjets und Mitglied des dortigen Komitees der SDAPR(B) sowie 1918/22 Vorsitzender des Revolutionären Militärkomitees des Kubangebiets und des Gebietsexekutivkomitees, Vorsitzender des Rates der Volkskommissare der Kuban-Schwarzmeer-Sowjetrepublik und Vorsitzender des Revolutionären Kriegsrates der 11. (Nordkaukasien-)Armee, danach der 9. (Kuban-)Armee, Chef der Politabteilung der Südwestfront, Vorsitzender des Revolutionskomitees des Kubangebietes und des Gebietsexekutivkomitees, Mitglied der Kuban-Schwarzmeer-Gebietskomitees der KPR(B), des Kaukasischen Büros der Partei und des Südostbüros des ZK der KPR(B). In der nachfolgenden Zeit hatte er Staats- und Wirtschaftsfunktionen inne und gehörte dem Gesamtrussischen Zentralexekutivkomitee und seinem Präsidium an.
Polujans Schwester Nadeschda war mit Ivars Smilga verheiratet. Während der Stalinschen Säuberungen in den 1930er Jahren wurden neben Smilga auch Jan und Nadeschda sowie ihre Brüder Dmitri und Nikolai hingerichtet. Jan Polujan wurde im Zuge des Großen Terrors am 8. Oktober 1937 in Moskau erschossen.